# Pelegrina tillandsiae
Pelegrina tillandsiae är en spindelart som först beskrevs av Benjamin J. Kaston 1973.  Pelegrina tillandsiae ingår i släktet Pelegrina och familjen hoppspindlar. Inga underarter finns listade i Catalogue of Life.